# Davor Pavuna
Davor Pavuna (Koprivnica, 15. travnja 1952.) hrvatski je fizičar i izumitelj.
Osnovnu školu završio je u Osijeku. Maturirao je u V. gimnaziji u Zagrebu 1970. godine. Diplomirao je eksperimentalnu fiziku na Prirodoslovno-matematičkom fakultetu u Zagrebu 1977. godine. Postao je doktor znanosti na University of Leeds 1981. godine iz područja fizike čvrstog stanja. U francuskom Nacionalnom centru za znanstvena istraživanja (CNRS) u Grenobleu boravio je tri godine. Jedno vrijeme istraživao je u Australiji i SAD-u. Od 1986. godine radi u Lausanneu u Švicarskoj kao sveučilišni profesor fizike, kemije kondenzirane materije te mikro i opto elektronike.
Objavio je preko 150 znanstvenih radova i udžbenik o supravodljivosti na engleskom jeziku, koji se prevodi i na druge jezike. Održao je stotinjak predavanja na uvaženim svjetskim sveučilištima. Radi na projektu na sinkrotronu u američkoj državi Wisconsin, što je zajednički projekt švicarskih i američkih fondova za znanstvena istraživanja. Predsjednik je svjetskog kongresa o nano-inženjeringu i novim oksidnim tehnologijama u SAD-u. Savjetnik je poduzećima u nekoliko država. Kao savjetnika na području energetike angažirao ga je američki predsjednik Barack Obama.
Jedan je od pokretača Prvog kongresa hrvatskih znanstvenika održanoga u Vukovaru 2005. godine. U povodu 150. obljetnice rođenja Nikole Tesle, dobio je odlikovanje Red Danice hrvatske s likom Nikole Tesle za osobite zasluge u izumiteljstvu, 2006. godine. Američki ministar energetike Steven Chu imenovao ga je recenzentom projekta iz područja energetike. Krajem 2012. godine sudjelovao je u nizu razgovora na radio stanici Pula (HRT - radio na zahtjev).
Govori pet jezika. U slobodno vrijeme svira u jazz sastavu 4e Etage. U braku je s Francuskinjom Sylvie, imaju sina Marka i kćer Anu.
Djeluje kao savjetnik nekoliko vlada, korporacija i ustanova. 
Dobitnik odličja Danice Hrvatske s likom Nikole Tesle (2006.). Predsjednik Hrvatskog Svjetskog Kongresa i AMAC-a Švicarske.